# Diachrysia
Diachrysia – rodzaj motyli z rodziny sówkowatych.
Motyle te mają głowę o szczecinowatych czułkach oraz głaszczkach wargowych o krótkim, porośniętym przylegającymi łuskami członie końcowym i szerokim, porośniętym odstającymi łuskami członie środkowym. Przednie skrzydła z połyskującymi, metalicznymi, nieprzyprószonymi plamami. Plamki: nerkowata, okrągła i czopkowata są dobrze rozwinięte. Odnóża tylne są pozbawione kolców na goleniach. Torebka kopulacyjna samic z krótkim wejściem i inkrustowanym ziarenkowatymi sklerytami korpusie. Samiec ma genitalia o szerokim tegumenie, dobrze rozwiniętym wyrostku na sakulusie i zwykle z cierniem na wezyce.
Należy tu 13 opisanych gatunków:
- Diachrysia aereoides (Grote, 1864)
- Diachrysia balluca Geyer, 1832
- Diachrysia bieti (Oberthür, 1884)
- Diachrysia chrysitis (Linnaeus, 1758) – błyszczka spiżówka
- Diachrysia chryson (Esper, 1789)
- Diachrysia generosa (Staudinger, 1900)
- Diachrysia leonina (Oberthür, 1884)
- Diachrysia nadeja (Oberthür, 1880)
- Diachrysia oberthueri Ronkay, Ronkay & Behounek, 2008
- Diachrysia pales (Mell, 1939)
- Diachrysia stenochrysis (Warren, 1913)
- Diachrysia witti Ronkay & Behounek, 2008
- Diachrysia zosimi Hübner, 1821 – błyszczka zosimi

W Polsce występują trzy: D. chrysitis, D. chryson i D. zosimi.